# Exército da Mongólia Interior
O Exército da Mongólia Interior, às vezes também chamado de Exército Nacional de Mengjiang, reunia as forças militares do Estado-fantoche de Mengjiang a serviço do Império do Japão durante a Segunda Guerra Sino-Japonesa; particularmente aquelas lideradas pelo Príncipe Demchugdongrub. 
Era principalmente uma força de unidades de cavalaria, que consistia principalmente de mongóis étnicos, com algumas formações de infantaria chinesas han. Este exército desapareceu em 1945.

## História
Foi formado em 1929 pelo príncipe mongol Demchugdongrub de seus 900 guarda-costas pessoais, armados apenas com fuzis e dois canhões de campanha do Arsenal de Mukden, um presente de Zhang Xueliang em 1929. Esta força tornou-se mais eficaz com a ajuda de conselheiros do Exército Imperial Japonês. Posteriormente, foi expandido para 9 divisões (incluindo 8 de cavalaria), para uma força de 10 000 homens, durante a Campanha de Suiyuan de 1936, com a adição de irregulares mongóis de Manchukuo da província de Jehol comandados por Li Shouxin, várias tropas mongóis irregulares das províncias de Cháhāěr e Suiyuan, e bandidos e desertores chineses. Wang Ying lidera uma força de 6 000 soldados chineses divididos em quatro brigadas, chamadas de Grande Exército Virtuoso Han.
Após a derrota em Suiyuan em 1936, o exército foi reformado em oito pequenas divisões de cavalaria para uma força total de 20 000 homens. Ela participou ao lado do exército japonês na conquista de Suiyuan em 1937. Outros elementos estiveram envolvidos na Batalha de Taiyuan (setembro-novembro de 1937).
No final da guerra, em agosto de 1945, o Exército da Mongólia Interior foi esmagado pelo Exército Vermelho na invasão soviética da Manchúria. Os sobreviventes teriam se juntado aos comunistas chineses.

## Postos

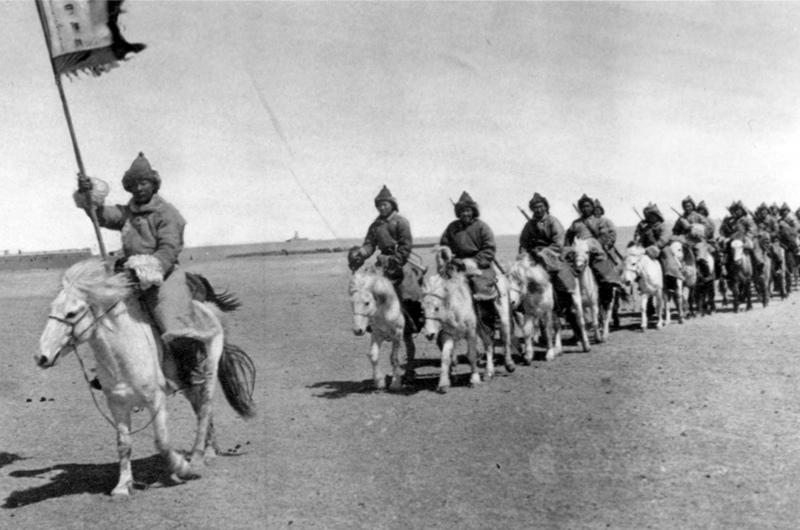
Unidade da cavalaria pessoal do Príncipe De Wang, 1935.

|                              | Nota                     | Pata |
| General 将官                 | General de Exército 上将 |      |
| General 将官                 | General de Divisão 中将  |      |
| General 将官                 | General de Brigada 少将  |      |
| Oficiais superiores 校官     | Coronel 上校             |      |
| Oficiais superiores 校官     | Tenente-Coronel 中校     |      |
| Oficiais superiores 校官     | Major 少校               |      |
| Oficiais subalternos 尉官    | Capitão 上尉             |      |
| Oficiais subalternos 尉官    | Tenente 中尉             |      |
| Oficiais subalternos 尉官    | Segundo Tenente 少尉     |      |
| Ajudantes suboficiais 准士官 | Ajudante 准尉            |      |
| Suboficiais 副士官           | Sargento-mor 上士        |      |
| Suboficiais 副士官           | Sargento-chefe 中士      |      |
| Suboficiais 副士官           | Sargento 下士            |      |
| Tropa (Praças de pré) 兵     | Cabo-chefe 上等兵        |      |
| Tropa (Praças de pré) 兵     | Cabo 一等兵              |      |
| Tropa (Praças de pré) 兵     | Soldado 二等兵           |      |